# Antonio Pons
Antonio Pons Campuzano (Guayaquil, 10 de novembro de 1897 – Guayaquil, 12 de janeiro de 1980) foi um cônsul, médico, político e embaixador equatoriano. Ocupou o cargo de presidente de seu país entre 20 de agosto de 1935 e 26 de setembro de 1935.